# ヒロセ通商
ヒロセ通商株式会社（ヒロセつうしょう－、英文名：Hirose Tusyo Inc.）は、金融先物取引業者。

## 概略
1998年4月、外為法（外国為替及び外国貿易法）改正により個人での外国為替取引が日本で可能になった。そして、外国為替証拠金取引（FX取引）が誕生すると、インターネットの普及という追い風も受け、そのFX取引の名称は広く知られるようになった。そんな中、2004年3月に「ヒロセ通商」が誕生した。
2005年9月、ヒロセ通商は第1号のインターネット取引システム「Hirose-FX」をリリースし、本格的にネット取引へと移行した。2006年5月には、FX業界初となる1,000通貨単位（10,000通貨単位が一般的）でのサービスをスタートした。その後、24時間対応のカスタマーサポートを設置、24時間いつでも簡単に即時に入金ができる「クイック入金サービス」、「即時出金サービス」も開始した。また、取引ツールにも磨きをかけ、Windowsはもちろん、Mac専用アプリにも取引ツールを提供している。
現在、ヒロセ通商は12種類の取引ツールを個人向けに用意している。

## 沿革
- 2004年3月 ヒロセ通商設立
- 2005年9月 Hirose-FX提供開始
- 2006年3月 Hirose-FX2提供開始
- 2009年5月 JFX株式会社を子会社化 (システムを一部共有)
- 2010年10月 イギリスにヒロセ・フィナンシャル・UK（en:Hirose Financial）を設立
- 2016年3月 ジャスダック上場
- 2017年2月 LION FXの総口座数が20万を突破[2]
- 2021年11月 LION CFD（証券）提供開始
- 2022年4月 LION FXの総口座数が30万を突破[3]
- 2023年9月 ベトナムにHIROSE CONSULTING VIETNAM COMPANY LIMITEDを設立
- 2023年9月 アンティグア・バーブーダにHirose Solutions Limitedを設立
- 2024年5月 日本商品先物取引協会に加入
- 2024年6月 LION CFD（商品）提供開始

## LION FX
ヒロセ通商は「LION FX」のブランド名でFX取引を提供している。
取り扱い通貨ペアは次のとおりである。
取引通貨ペア51種類
AUD/CAD、AUD/CHF、AUD/JPY、AUD/NZD、AUD/USD、
CAD/CHF、CAD/JPY、CHF/JPY、CNH/JPY、EUR/AUD
EUR/CAD、EUR/CHF、EUR/GBP、EUR/JPY、EUR/NOK
EUR/NZD、EUR/PLN、EUR/SEK、EUR/SGD、EUR/TRY
EUR/USD、EUR/ZAR、GBP/AUD、GBP/CAD、GBP/CHF
GBP/JPY、GBP/NZD、GBP/USD、HKD/JPY、HUF/JPY、
MXN/JPY、NOK/JPY、NZD/CAD、NZD/CHF、NZD/JPY
NZD/USD、PLN/JPY、SEK/JPY、SGD/JPY、TRY/JPY
USD/CAD、USD/CHF、USD/HKD、USD/HUF、USD/JPY
USD/MXN、USD/PLN、USD/SGD、USD/TRY、USD/ZAR
ZAR/JPY
取引通貨ペア(大口)6種類
大口USD/JPY、大口EUR/USD、大口EUR/JPY、大口GBP/USD
大口GBP/JPY、大口AUD/JPY
また、LION FXには、このポジションでいくらでロスカットするか、〇○円でもロスカットされないLot数はいくつか、この金額では最大何Lotで取引できるか、レバレッジ○○倍の時のLot数はいくらか、などを自動でシミュレート計算できる「FX計算ツール」も用意されている。
2022年12月時点での「LION FX」の総口座数は31万1,149、預かり高は61,691,035、取引高は55,811,063。

## カバー先の金融機関
FX会社は基本的に、顧客から注文を受けると、リスクをヘッジするために、銀行や証券会社などで同様の取引を行う。これを「カバー取引」という。ヒロセ通商がカバー取引している相手先の金融機関は次のとおりである。
UBS銀行、バークレイズ銀行、OCBC証券、ドイツ銀行、シティバンク エヌ・エイ、ノムラ・インターナショナルPLC、クレディ・スイス銀行、コメルツ銀行、モルガン・スタンレー・アンド・カンパニー・インターナショナル・PLC、ゴールドマン・サックス・インターナショナル、香港上海銀行、JPモルガン・チェース銀行、ビー・エヌ・ピー・パリバ銀行、バンク・オブ・アメリカ・エヌ・エイ、三菱UFJ 銀行、ナットウエスト・マーケッツ・ピーエルシー、ステート・ストリート銀行、スタンダードチャータード銀行、auカブコム証券株式会社、ヒロセ フィナンシャルユーケーリミテッド、ユーロネクスト マーケッツ シンガポール プライベート リミテッド。

## LION分析ノート
ヒロセ通商には、これまでの利用者のFX取引の情報を自動で分析し、わかりやすいグラフで表示してくれる機能「
LION分析ノート」がある。PC版、スマホ版が用意されている。
LION分析ノートを見ることによって、FXの利用者は自分のFX取引の損益グラフ、売買別の損益、銘柄別の比率などトレードの情報、通貨ペア別の詳細な内容などを視覚的に確認することができる。また、FX取引の勝率や損益比率なども表示可能である。
年間月次集計機能
年間での損益の推移をグラフで確認することができる。また月ごとの利益、損失額も確認できる。
年間曜日別集計機能
曜日別での利益、損失額のほか曜日ごとの勝率を確認できる。